# Ferrari 312 T3
Chronologie des modèles (1978 et 1979)
Ferrari 312 T2 Ferrari 312 T4
La Ferrari 312 T3 est une monoplace de Formule 1 engagée par la Scuderia Ferrari dans le cadre du championnat du monde en 1978 et 1979. Elle est pilotée par Carlos Reutemann, Gilles Villeneuve et Jody Scheckter.

## Résultats complets en championnat du monde

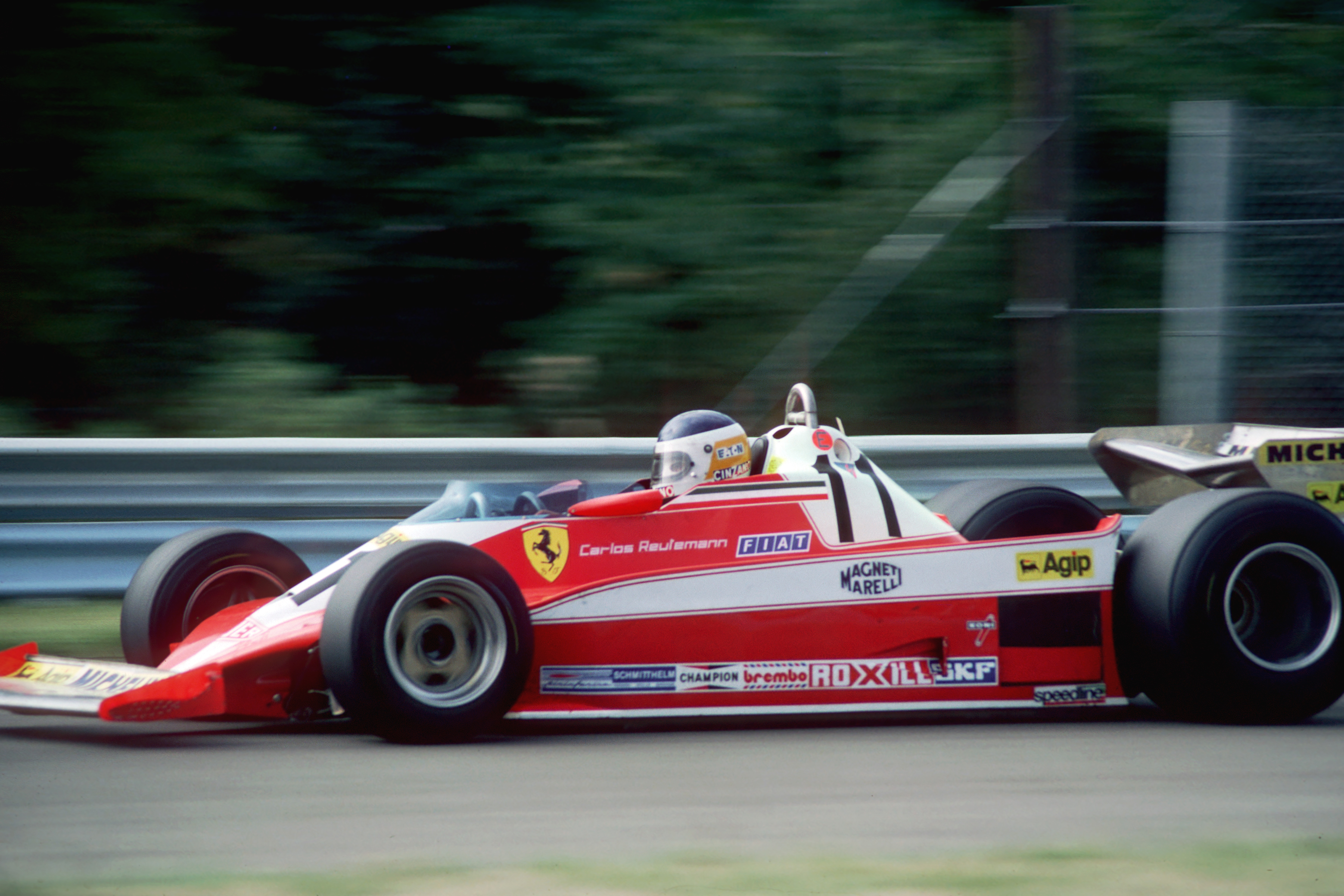
Carlos Reutemann sur la 312 T3 lors du Grand Prix des États-Unis Est 1978

| Saison | Écurie                     | Moteur                 | Pneus    | Pilotes           | Courses | Courses | Courses | Courses | Courses | Courses | Courses | Courses | Courses | Courses | Courses | Courses | Courses | Courses | Courses | Courses | Points inscrits | Classement |
| Saison | Écurie                     | Moteur                 | Pneus    | Pilotes           | 1       | 2       | 3       | 4       | 5       | 6       | 7       | 8       | 9       | 10      | 11      | 12      | 13      | 14      | 15      | 16      | Points inscrits | Classement |
| ------ | -------------------------- | ---------------------- | -------- | ----------------- | ------- | ------- | ------- | ------- | ------- | ------- | ------- | ------- | ------- | ------- | ------- | ------- | ------- | ------- | ------- | ------- | --------------- | ---------- |
| 1978   | Scuderia Ferrari SpA SEFAC | Ferrari 015 V12 à 180° | Michelin |                   | ARG     | BRÉ     | AFS     | EUO     | MON     | BEL     | ESP     | SUÈ     | FRA     | GBR     | ALL     | AUT     | P-B     | ITA     | EUE     | CAN     | 58*             | 2e         |
| 1978   | Scuderia Ferrari SpA SEFAC | Ferrari 015 V12 à 180° | Michelin | Carlos Reutemann  |         |         | Abd     | 1er     | 8e      | 3e      | Abd     | 10e     | 18e     | 1er     | Abd     | Dsq     | 7e      | 3e      | 1er     | 3e      | 58*             | 2e         |
| 1978   | Scuderia Ferrari SpA SEFAC | Ferrari 015 V12 à 180° | Michelin | Gilles Villeneuve |         |         | Abd     | Abd     | Abd     | 4e      | 10e     | 9e      | 12e     | Abd     | 8e      | 3e      | 6e      | 7e      | Abd     | 1er     | 58*             | 2e         |
| 1979   | Scuderia Ferrari SpA SEFAC | Ferrari 015 V12 à 180° | Michelin |                   | ARG     | BRÉ     | AFS     | EUO     | ESP     | BEL     | MON     | FRA     | GBR     | ALL     | AUT     | P-B     | ITA     | CAN     | EUE     |         | 113**           | Champion   |
| 1979   | Scuderia Ferrari SpA SEFAC | Ferrari 015 V12 à 180° | Michelin | Jody Scheckter    | Abd     | 6e      |         |         |         |         |         |         |         |         |         |         |         |         |         |         | 113**           | Champion   |
| 1979   | Scuderia Ferrari SpA SEFAC | Ferrari 015 V12 à 180° | Michelin | Gilles Villeneuve | Abd     | 5e      |         |         |         |         |         |         |         |         |         |         |         |         |         |         | 113**           | Champion   |

Légende : ici 
- * dont 9 points marqués avec la Ferrari 312 T2.
- ** dont 110 points marqués avec la Ferrari 312 T4.